# Mesoleptus remotus
Mesoleptus remotus là một loài tò vò trong họ Ichneumonidae.